# Mehemed Malmîsanij
Mehmet Tayfun alias Malmîsanij, né en 1952 à Dicle (Diyarbakır), est un écrivain kurde. Il écrit en zazaki.

## Biographie
Il étudie à l'université d'Ankara et est en prison entre 1975 et 1981 à cause de ses activités politiques. En 1982, il s'installe en Suède et continue ses études à la Sorbonne, à l'université d'Uppsala, à l'université de Linköping et à l'université de Gothenburg. Il écrit pour des publications comme Tirej, Hevi, Armancz, Car cira, Cira, Wan...

## Œuvres
- Yüzyılımızın Başlarında Kürt Milliyetçiliği ve Dr. Abdullah Cevdet, Uppsala, 1986
- Ferhengê Dimilkî-Tirkî, Uppsala, 1987; İstanbul, 1992(Zazaki)
- Herakleîtos, Uppsala, 1988, (Zazaki)
- Li Kurdistana Bakur û Li Tirkiyê Rojnamegeriya Kurdî (1908-1992), Ankara, 1992 (Malmîsanij & Mahmûd Lewendî)
- Folklorê Ma ra Çend Numûney, Uppsala, 1991; Îstanbul, 2000(Zazaki)
- Said-i Nursi ve Kürt Sorunu, Stockholm, 1991; İstanbul, 1991
- Abdurrahman Bedirhan Ve İlk Kürt Gazetesi Kürdistan sayı: 17 ve 18, Stockholm, 1992
- Bitlisli Kemal Fevzi ve Kürt Örgütleri İçindeki Yeri, Stockholm, 1993; Îstanbul, 1993
- Cızira Botanlı Bedirhaniler ve Bedirhani Ailesi Derneği’nin Tutanakları, Stockholm, 1994; İstanbul, 2000
- Kırd, Kırmanc, Dımıli veya Zaza Kürtleri, İstanbul, 1996
- Ferhengekê Kirdkî-Pehlevkî-Kurmanckî, Stockholm, 1997(Zazaki)
- Kürt Teavün ve Terakki Cemiyeti ve Gazetesi, Stockholm, 1998; İstanbul, 1999
- Kurdiskt författarskap och kurdisk bokutgivning: bakgrund, villkor, betydelse, Stockholm, 1998